# Sole Technology
Sole Technology, Inc., coneguda informalment com Sole Tech, és una empresa estatunidenca de calçat i roba, especialitzada en el disseny, producció i distribució de vambes per a la pràctica del monopatí. L'empresa és propietat de Pierre-André Senizergues, un antic patinador professional. La seu de l'empresa es troba a Lake Forest.

## Història
Sole Technology va ser fundada l'any 1996 com a empresa matriu de les marques Etnies, éS, Emerica i ThirtyTwo. El Sole Technology Institute (STI) es va establir l'any 2003. STI Lab és una instal·lació de recerca i desenvolupament que realitza investigacions biomecàniques de calçat de monopatí.
El maig de 2024, Etnies, éS, Emerica i ThirtyTwo van ser adquirides per Nidecker, un conglomerat suís dedicat als esports extrems. Després de l'adquisició, es va crear una nova empresa per a gestionar les quatre marques amb Pierre-André Senizergues assumint el paper d'executiu en cap.

### Marques
La primera i més gran marca de l'empresa és Etnies. Fundada el 1986, produeix calçat i roba per a monopatí, BMX, motocròs, surf i surf de neu, i patrocina equips d'aquests esports extrems.
Fundada l'any 1995, éS fabrica calçat i roba de skate. Posteriorment, la marca va patrocinar un equip que incloïa patinadors professionals com John Rattray, PJ Ladd, Eric Koston, Paul Rodriguez, Ronnie Creager, Chad Muska, Justin Eldridge, Rodrigo Teixeira (TX), Bob Burnquist, Arto Saari, Nyjah Huston, Tom Penny i Rick McCrank.
Emerica es va fundar l'any 1996 i, a més de vendre roba, ha produït una sèrie de vídeos amb temes de monopatí. El seu vídeo de 2013, MADE: Chapter One, es va oferir als consumidors al preu que elegissin, amb un preu mínim d'1 dòlar. El juliol de 2013, la marca va presentar la seva línia Workwear, una col·laboració amb el patinador Andrew Reynolds. Emerica patrocina un equip de monopatí que inclou Collin Provost, Ed Templeton, Justin «Figgy» Figueroa, Kevin «Spanky» Long, Leo Romero, Jeremy Leabres, Jon Dickson, Eric Winkowski, Rob Maatman, Dakota Servold, Kevin Baekkel, Victor Aceves i Chris Wimer.
ThirtyTwo és una marca de botes de surf de neu i roba que va ser llençada l'any 1995. Altamont Apparel es va presentar l'octubre de 2006 com a concepte de Justin Regan i Andrew Reynolds que van incorporar a l'artista Mark «Fos» Foster com a dissenyador principal. Amb el temps, la marca s'ha expandit més enllà de l'skateboarding per a implicar músics i artistes.